# Лорел Гемілтон
Лорел Кей Гемілтон (англ. Laurell Kaye Hamilton) — американська письменниця у жанрі фентезі, фантастики жахів та романтичної літератури. Насамперед відома як авторка двох книжкових серій про Аніту Блейк та Меррі Джентрі.

## Біографія
Народилася 19 лютого 1963 року у Гібер-Спрінгс, Арканзас, США. Своє дитинство провела у Сімс (Індіана), живучи разом із бабусею Лаурою Джентрі. Має науковий ступінь з англійської мови та літератури, а також біології, яку вивчала у Маріонському коледжі (нині Весліанський університет штату Індіана). Там вона також зустріла Гері Гемілтона, з яким у шлюбі мала дочку Трініті.
Гемілтон залучена до благодійної діяльності з порятунку тварин, зокрема вона підтримує спроби порятунку собак та збереження популяції вовків.
Нині живе у Сент-Луїс, Міссурі, разом із дочкою Трініті та чоловіком Джонатаном Ґріном, з яким одружилася у 2001 році.

## Творчість
Лорел Гемілтон — авторка двох книжкових серій, коміксів спін-оффів, різних антологій та самостійних творів.
- Аніта Блейк: Мисливиця на вампірів[en], головна героїня — некромантка, яка воскрешає мертвих та знищує вампірів. Аніта Блейк живе у вигаданому місті Сент Луїсі, де існують вампіри та перевертні, які здобули певні права як громадяни. Станом на 2021 рік, вийшло 28 романів та 8 повістей.
- Комікси про Аніту Блейк — адаптація серії про Аніту Блейк у форматі коміксів.
- Мері Джентрі[en] — книжкова серія про Мері Джентрі, приватну детективку та принцесу з чарівного царства. Вона постійно уникає спроби її вбивства, ризикуючи життям у «справжньому світі», де всі знають про існування фей. Станом на 2014 рік, вийшло 9 романів цієї серії.